# Amharclann an Gheata
L'Amharclann an Gheata (en irlandès) o Gate Theatre (en anglès) és una sala de teatre de Dublín, (Irlanda), fundada l'any 1928 per Hilton Edwards i M. Micheál MacLiammoir. Orson Welles i James Mason van començar la seva carrera en aquest teatre. El 1991, aquest teatre ha estat el primer a oferir una retrospectiva de 19 obres de teatre de Samuel Beckett.